# أبو الحسن الكستي
الشيخ العلَّامة أبو الحسن قاسم بن مُحمَّد الكَسْتي البيروتي هو فقيه وأديب وكاتب وشاعر ومُدرِّس من أهل بيروت. وُلد سنة 1246هـ = 1830م وفقًا للعلَّامة الزركلي، وقُرابة سنة 1840م وفقًا للأب لويس شيخو والمُؤرِّخ عُمر رضا كحَّالة. اشتغل بالتدريس وعلت شُهرته بسبب شعره. تدرَّج في شبابه على عُلماء عصره في بيروت، وعلى رأسهم الشيخان مُحمَّد الحوت الكبير وعبد الله خالد. ثُمَّ عُيِّن كاتبًا في محكمة بيروت الشرعيَّة فرئيسًا لكُتَّابها. وفي السجلَّات الشرعيَّة الباقية كثيرٌ من الأحكام بخطِّه. لهُ ديوانٌ سمَّاه «مرآة الغريبة» طُبع في بيروت سنة 1280هـ وآخر سمَّاة «ترجمان الأفكار» طُبع في بيروت أيضًا سنة 1299هـ. من شعره المشهور أبياتٌ امتدح بها والي مصر مُحمَّد سعيد باشا لمَّا زار بيروت، فقال:
وفي ديوانيه المذكورين تأريخٌ لكثيرٍ من الحوادث الاجتماعيَّة والعائليَّة في بيروت في النصف الآخر من القرن التاسع عشر الميلادي. من مؤلفاته الأُخرى منظومة في أسماء من شهد بدرًا، وأرجوزة نظمها بطلب من جمعيَّة المقاصد الخيريَّة الإسلاميَّة لتُدرَّس في مدارس البنات الأولى التي افتتحتها الجمعيَّة. لهُ أيضًا مسرحيَّة عنوانها «حكمة الأفكار»، ومقالاتٍ مُتفرِّقة عديدة. تُوفي في بيروت سنة 1328هـ = 1910م، ودُفن في جبَّانة الباشورة.